# Sedreno područje Une u Martinom Brodu
Sedreno područje rijeke Une proteže se od izlaza Une iz njezina kanjona do ušća Unca u Unu (tzv. sastavci). Administrativno pripada Gradu Bihać, do rata u BiH Drvaru. Dio je Nacionalnog parka Una.
Ovo sedreno područje čine brojni slapovi i vodopadi, ali i okolno zemljište koje je Una u prošlosti plavila i na njemu stvorila sedru. Sedreno područje moguće je podijeliti na dva dijela, i to na gornji dio koji je i danas plavljen, i donji dio koji je suh. Oba ova dijela nalaze se između 300 i 400 metara nadmorske visine, te predstavljaju svojevrsnu oazu u okolnom kršu.
Slapovi ovog sedrenog područja se zbog blizine naselja Martina Broda nazivaju martinbrodski slapovi (vodopadi). Između ostalih martinbrodski slapovi su: Jalački buk, Srednji buk, Milančev ili Veliki buk i Mali slap. Milančev buk je najljepši dio ovog sedrenog područja.
Veliki dio martinbrodske sedre nastao je djelovanjem mahovine cratoneurona.